# Holopelus
Holopelus là một chi nhện trong họ Thomisidae.